# Илия Терзиев
Илия Терзиев е български просветен деец и революционер от Вътрешната революционна организация.

## Биография
Илия Терзиев е роден около 1853 година в разложкото село Белица, което тогава е в Османската империя. Учи в родната си Белица и в Пловдив. Работи като учител в Белица. Преследван от властите, се мести да работи в Калугерово, Татарпазарджишко. Участва в революционното движение. По време на Априлското въстание е арестуван и откаран в Неврокопския затовор. Освободен е след откуп. Връща се като учител в Белица, но поради заболяване става шивач.
Умира в Белица в 1910 година.